# (5267) Zegmott
(5267) Zegmott est un astéroïde de la ceinture principale.

## Description
(5267) Zegmott est un astéroïde de la ceinture principale. Il fut découvert le 13 février 1966 à Nanking par l'observatoire de la Montagne Pourpre. Il présente une orbite caractérisée par un demi-grand axe de 2,37 UA, une excentricité de 0,09 et une inclinaison de 9,0° par rapport à l'écliptique.

## Compléments